# Pinus arizonica var. cooperi
Pinus arizonica var. cooperi (Сосна Купера) — різновидність роду сосна родини соснових.

## Поширення, екологія
Країни поширення: Мексика (Чіуауа і Дуранго).